# 帕爾馬大學
帕爾馬大學（義大利語：Università degli Studi di Parma，縮寫：UNIPR）是位於義大利艾米利亞-羅馬涅大區帕爾馬的公立大學，由9個系所組成。截至2017年，該校共有25,338名學生。

## 歷史
帕爾馬大學的歷史可追溯至西元10世紀，神聖羅馬皇帝鄂圖一世於962年批准主教帕爾馬·烏貝托（Parma Uberto）成立專業及制度化的高等法律學校。
13－14世紀期間，帕爾馬地區亦出現了其他教育機構，但在1387年被米蘭領主吉安·加萊亞佐·維斯孔蒂全數關閉。1412年，該校由費拉拉公爵尼可洛三世·埃斯特重新開辦並將其設立為大學，且雖然未取得教宗的詔書，該校仍可授予學位。1420年，米蘭公爵菲利波·瑪麗亞·維斯孔蒂再次將其關閉。
僅管該校曾多次被嘗試復辦，但大多只成為「紙上大學」運作，僅授予學位而不進行教學。1601年，該校最終由帕爾馬公爵蘭納西歐一世重新創辦，並得到教宗的許可。由於該校是與耶穌會合辦，校內有3分之1的教職員是來自當地耶穌會學校的教師，他們在獨立的建築中教授耶穌會的課程，17世紀時約有27－32名教師和300－400名學生是由耶穌會教師教授邏輯學、自然史、數學及神學，而法學及醫學則由民間教師負責。
1768年，帕爾馬，皮亞琴察和瓜斯塔拉公爵費迪南多一世開除所有耶穌會教師，並對課程進行現代化改革。1831年，該校由於爆發學生抗議活動而被帕爾馬女公爵瑪麗·路易絲暫時關閉，直到1854年才被帕爾馬公爵夫人路易絲·瑪麗·特蕾莎重新開放。並在1859年進行組織調整，調整後的大學由神學院、法學院、醫學院、物理與數學院、哲學與文學院及婦科、藥學與獸醫學院組成。
義大利統一運動後，由於境內大專院校過多，帕爾馬大學遂於1862年宣布降為B級大學，導致經費減少，教學質量也隨之下降。該校最終在1887年恢復為A級大學，並且穩定發展至今。

## 組織

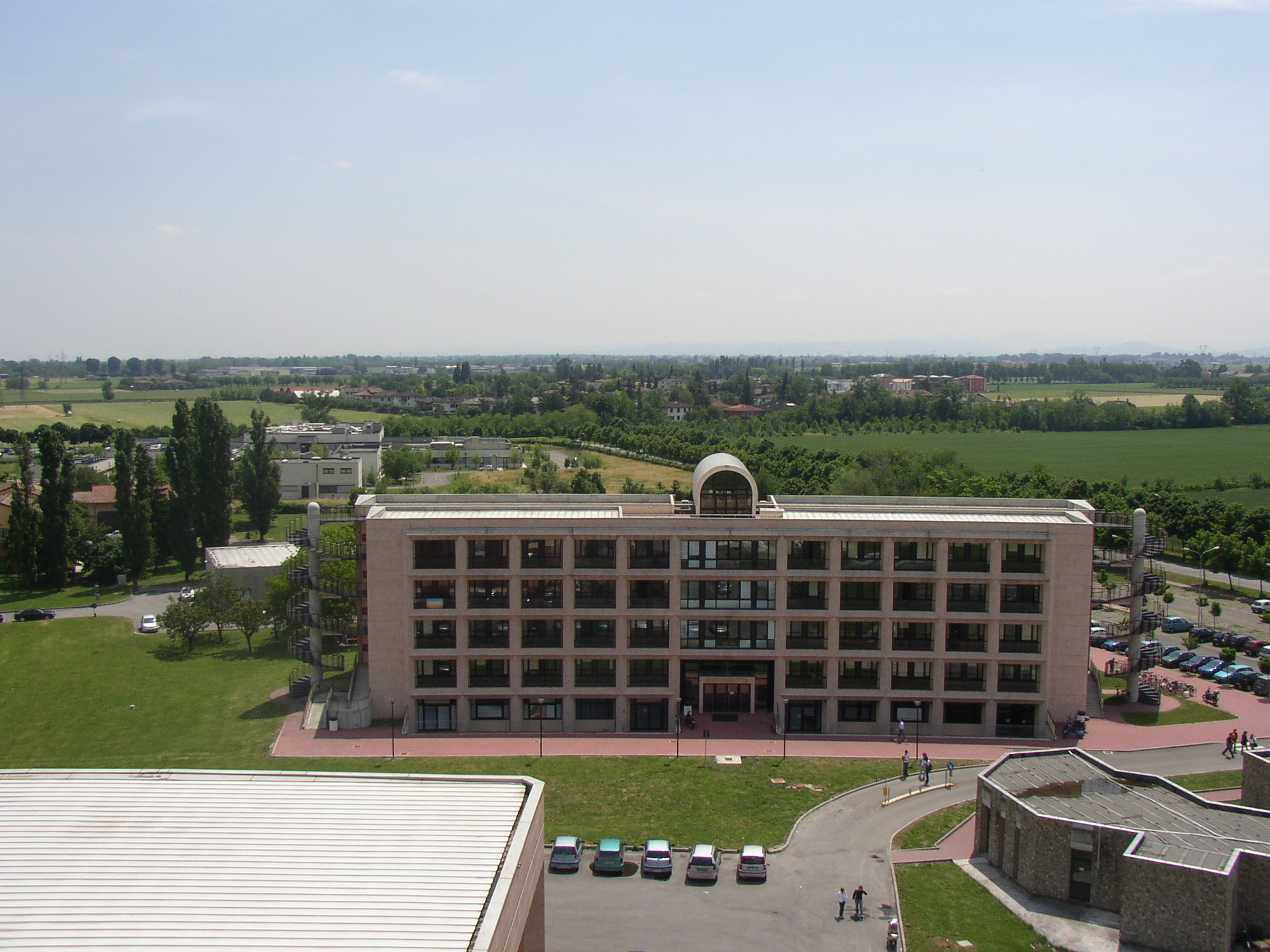
數學、物理及電腦科學系大樓

帕爾馬大學目前由9個系所組成：
- 化學、生命科學及環境永續性系
- 經濟及管理學系
- 工程及建築學系
- 食品及藥物系
- 人文、社會科學及文化產業系
- 法學、政治及國際學（英语：International studies）系
- 數學、物理及電腦科學系
- 醫學及外科學系
- 獸醫學系

## 校友及教職員
- 弗朗切斯科·阿加里吉（英语：Francesco Accarigi）（1557－1622年）：義大利民法教授[19]
- 瑪塔·卡泰拉尼（英语：Marta Catellani）：義大利化學家、歐洲科學院院士，與同事發現卡泰拉尼反應（英语：Catellani reaction）[20]
- 福拉威歐·德爾博諾（英语：Flavio Delbono）（1959年－）：義大利政治和經濟學家，曾任波隆那市長[21]
- 賈科莫·里佐拉蒂（1937年－）：義大利神經生理學家，曾獲頒阿斯圖里亞斯親王獎科學技術獎[22]
- 維托里奧·加萊塞（英语：Vittorio Gallese）（1959年－）：義大利神經生理學與社會神經科學家[23]
- 阿提奧里奧．貝托魯奇（英语：Attilio Bertolucci）（1911－2000年）：義大利詩人和作家[24][25]
- 賽薩‧薩瓦提尼（英语：Cesare Zavattini）（1902－1989年）：義大利編劇[26]
- 朱塞佩·明基尼（英语：Giuseppe Mingione）（1972年－）：義大利數學家[27]
- 阿貝托·布羅吉（英语：Alberto Broggi）（1966年－）：義大利工程師、VisLab（英语：VisLab）公司創辦人[28][29]
- 西多尼歐·莫羅尼（英语：Macedonio Melloni）（1798－1854年）：義大利物理學家，曾證明熱輻射具有與光相似的物理性質[30]
- 貝納迪諾·拉馬茲尼（英语：Bernardino Ramazzini）（1633－1714年）：義大利醫生、「職業醫學之父」[31][32][33]
- 切薩雷·貝卡里亞（1738－1794年）：義大利犯罪學、法學、哲學、政治家，以《論犯罪與刑罰（英语：On Crimes and Punishments）》一書聞名，被認為是現代刑法和刑事法之父[34][35]

### 來源
1. ↑  .   [2020-06-14]. （原始内容存档于2014-04-09）.
2. 1 2  Simone Bordini; Piergiovanni Genoves. Cavalli Annamaria , 编. . Parma: Monte Università Parma Editore. 2016. ISBN 978-88-7847-500-7.
3. ↑  Anna Maria Tammaro (编). . Fiesole: Casalini Libri. 2002. ISBN 9788885297562.
4. 1 2  . Anagrafe Nazionale Studenti.   [2020-06-14]. （原始内容存档于2018-10-13） （意大利语）.
5. ↑  . . Monumenta Germaniae Historica.
6. ↑  Ugo Gualazzini. Frank Micolo , 编. . Parma: Centro Grafico dell'Università. 2001: 9. IT\ICCU\MIL\0564103.
7. 1 2  Marco Rossi. . ParmAteneo. 2016-05-23  [2018-08-29]. （原始内容存档于2018-08-28）.
8. ↑  Grendler 2004，第126-128頁.
9. 1 2  Grendler 2004，第129, 132頁.
10. ↑  Grendler 2017，第169—171頁.
11. ↑  Grendler 2004，第133頁.
12. ↑  Grendler 2017，第186頁.
13. ↑  . ParmaToday. 2012-07-18  [2020-06-14]. （原始内容存档于2019-03-27） （意大利语）.
14. ↑  Annali 2005，第105頁.
15. ↑  Annali 2005，第197—198頁.
16. ↑  Annali 2005，第140頁.
17. ↑  . UNIPR.   [2020-06-14]. （原始内容存档于2021-05-05） （意大利语）.
18. ↑  . UNIPR.   [2020-06-14]. （原始内容存档于2020-03-01） （意大利语）.
19. ↑  Grendler, Paul F. . JHU Press. 2004-09-29  [2020-06-14]. ISBN 9780801880551. （原始内容存档于2021-05-05） （英语）.
20. ↑  . Academia Europaea.   [2020-06-14]. （原始内容存档于2019-10-18） （英语）.
21. ↑  . University of Bologna.   [2020-06-14]. （原始内容存档于2019-04-26） （英语）.
22. ↑  . UNIPR.   [2020-06-14]. （原始内容存档于2019-04-26） （意大利语）.
23. ↑  . School of Advanced Study.   [2019-04-26]. （原始内容存档于2019-04-26） （英语）.
24. ↑  . Encyclopedia Britannica.   [2019-04-26]. （原始内容存档于2019-04-26） （英语）.
25. ↑  盧伯華. . 中時電子報. 2018-11-26  [2020-06-14]. （原始内容存档于2021-05-05） （中文（繁體））.
26. ↑  . Encyclopedia Britannica.   [2019-04-26]. （原始内容存档于2019-03-30） （英语）.
27. ↑  Katia Golini. . Gazzetta di Parma. 2018-12-02  [2019-04-26]. （原始内容存档于2019-04-26） （意大利语）.
28. ↑  Junko Yoshida. . 電子工程專輯. 2018-01-12  [2020-06-14]. （原始内容存档于2021-05-05） （中文（繁體））.
29. ↑  . Business Wire. 2017-05-19  [2019-04-26]. （原始内容存档于2019-04-26） （英语）.
30. ↑  . Encyclopedia.   [2019-04-26]. （原始内容存档于2019-04-26） （英语）.
31. ↑   (PDF). 衛生福利部疾病管制署: 1.   [2020-06-14]. ISSN 1021-3651. （原始内容存档于2021-05-05） （中文（繁體））.
32. ↑  Gochfeld, Michael. . Journal of Occupational and Environmental Medicine. February 2005, 47 (2): 96–114. ISSN 1076-2752. PMID 15706170. doi:10.1097/01.jom.0000152917.03649.0e.
33. ↑  Ramazzini, Bernardino. . Am J Public Health. 2001-09-01, 91 (9): 1380–1382. PMC 1446785 . PMID 11527762. doi:10.2105/AJPH.91.9.1380.
34. ↑  Hostettler, John. . Hampshire: Waterside Press. 2011: 160. ISBN 978-1904380634.
35. ↑  Schram, Pamela J.; Tibbetts, Stephen G. . 2017-02-13  [2020-06-14]. ISBN 9781506347554. （原始内容存档于2021-05-05）.

### 書籍
- Grendler, Paul F. . Baltimore MD USA: Johns Hopkins University Press. 2004: 127–137  [2020-06-14]. ISBN 978-0-8018-8055-1. （原始内容存档于2020-09-29）.
- Grendler, Paul F. . Washington DC: CUA Press. 2017: 154–188  [2020-06-14]. ISBN 978-0-8132-2936-2. （原始内容存档于2020-09-05）.
- 9. 2005  [2020-06-14]. （原始内容存档于2020-12-03）.

## 外部連結
- 帕爾馬大學（意大利文）（英文）